# Latakia (muhafaza)
Latakia (arab. ‏مُحافظة اللاذقية‎) – jedna z 14 jednostek administracyjnych pierwszego rzędu (muhafaza) w Syrii. Jest położona w zachodniej części kraju nad Morzem Śródziemnym. Graniczy od południa z Tartus, od wschodu z Hama a od północy z Idlib i państwem Turcja.
W 2011 roku muhafaza liczyła 1 008 000 mieszkańców; dla porównania, w 2004 było ich 879 551, a w 1981 – 554 384.